# Wutöschingen
Wutöschingen település Németországban, azon belül Baden-Württembergben. Lakosainak száma 6759 fő (2023. december 31.).

## Népesség
A település népessége az elmúlt években az alábbi módon változott:
| Lakosok száma | 5103 | 6654 | 6612 | 6621 | 6766 | 6759 |
|               | 1975 | 2017 | 2019 | 2021 | 2022 | 2023 |